# MAGEB4
MAGEB4 (англ. MAGE family member B4) – білок, який кодується однойменним геном, розташованим у людей на короткому плечі X-хромосоми. Довжина поліпептидного ланцюга білка становить 346 амінокислот, а молекулярна маса — 38 923.
| 10         |  | 20         |  | 30         |  | 40         |  | 50         |
| ---------- |  | ---------- |  | ---------- |  | ---------- |  | ---------- |
| MPRGQKSKLR |  | AREKRQRTRG |  | QTQDLKVGQP |  | TAAEKEESPS |  | SSSSVLRDTA |
| SSSLAFGIPQ |  | EPQREPPTTS |  | AAAAMSCTGS |  | DKGDESQDEE |  | NASSSQASTS |
| TERSLKDSLT |  | RKTKMLVQFL |  | LYKYKMKEPT |  | TKAEMLKIIS |  | KKYKEHFPEI |
| FRKVSQRTEL |  | VFGLALKEVN |  | PTTHSYILVS |  | MLGPNDGNQS |  | SAWTLPRNGL |
| LMPLLSVIFL |  | NGNCAREEEI |  | WEFLNMLGIY |  | DGKRHLIFGE |  | PRKLITQDLV |
| QEKYLEYQQV |  | PNSDPPRYQF |  | LWGPRAHAET |  | SKMKVLEFLA |  | KVNDTTPNNF |
| PLLYEEALRD |  | EEERAGARPR |  | VAARRGTTAM |  | TSAYSRATSS |  | SSSQPM     |

A: Аланін

C: Цистеїн

D: Аспарагінова кислота

E: Глутамінова кислота

F: Фенілаланін

G: Гліцин

H: Гістидин

I: Ізолейцин

K: Лізин

L: Лейцин

M: Метіонін

N: Аспарагін

P: Пролін

Q: Глутамін

R: Аргінін

S: Серин

T: Треонін

V: Валін

W: Триптофан

Кодований геном білок за функцією належить до пухлинних антигенів. 
Локалізований у цитоплазмі.